# Киевское (Новоодесский район)
Киевское (укр. Київське) — село в Новоодесском районе Николаевской области Украины.
Основано в 1861 году. Население по переписи 2001 года составляло 52 человека. Почтовый индекс — 56630. Телефонный код — 5167. Занимает площадь 0,329 км².

## Местный совет
56630, Николаевская обл., Новоодесский р-н, с. Антоновка, ул. Центральная, 17а